# Regierung Homans
Die Regierung Homans war die fünfzehnte flämische Regierung. Sie amtierte vom 2. Juli 2019 bis zum 2. Oktober 2019.
Bei der Wahl zum Europäischen Parlament 2019, die zeitgleich mit der Wahl zum flämischen Parlament am 26. Mai 2019 stattfand, wurde Ministerpräsident Geert Bourgeois als Abgeordneter ins Europaparlament gewählt. Zu seiner Nachfolgerin wurde Liesbeth Homans (N-VA) als Ministerpräsidentin einer Übergangsregierung von Neuflämischer Allianz (N-VA), Christdemokraten (CD&V) und Liberalen (Open VLD) gewählt.

## Zusammensetzung
| Amt | Name                | Partei   | Beginn der Amtszeit | Ende der Amtszeit |
| --- | ------------------- | -------- | ------------------- | ----------------- |
| Ministerpräsidentin und Ministerin für Inneres, Einbürgerung, Wohnen, Chancengleichheit und die Bekämpfung der Armut                                         | Liesbeth Homans     | N-VA     | 2. Juli 2019        | 2. Oktober 2019   |
| stellvertretende Ministerpräsidentin und Ministerin für Bildung                                                                                              | Hilde Crevits       | CD&V     | 2. Juli 2019        | 2. Oktober 2019   |
| stellvertretender Ministerpräsident und Minister für Kultur, Medien, Jugend und Brüsseler Angelegenheiten                                                    | Sven Gatz           | Open VLD | 2. Juli 2019        | 19. Juli 2019     |
| Minister für Brüsseler Angelegenheiten | Sven Gatz           | Open VLD | 19. Juli 2019       | 2. Oktober 2019   |
| stellvertretender Ministerpräsident und Minister für Mobilität, öffentliche Arbeiten, die flämische Peripherie von Brüssel, Äußeres, Kulturerbe und Tierwohl | Ben Weyts           | N-VA     | 2. Juli 2019        | 2. Oktober 2019   |
| Minister für Wohlfahrt, Gesundheit und Familie | Jo Vandeurzen       | CD&V     | 2. Juli 2019        | 2. Oktober 2019   |
| Minister für Arbeit, Wirtschaft, Innovation und Sport | Philippe Muyters    | N-VA     | 2. Juli 2019        | 2. Oktober 2019   |
| Ministerin für Haushalt, Finanzen und Energie | Lydia Peeters       | Open VLD | 2. Juli 2019        | 19. Juli 2019     |
| stellvertretende Ministerpräsidentin und Ministerin für Haushalt, Finanzen und Energie, Kultur, Medien und Jugend                                            | Lydia Peeters       | Open VLD | 19. Juli 2019       | 2. Oktober 2019   |
| Minister für Umwelt, Natur und Landwirtschaft | Koen Van den Heuvel | CD&V     | 2. Juli 2019        | 2. Oktober 2019   |

## Umbesetzungen
Am 19. Juli gab Sven Gatz, der Minister der neuen Regierung der Region Brüssel-Hauptstadt wurde, das Amt des stellvertretenden Ministerpräsidenten sowie die Zuständigkeit für Kultur, Medien und Jugend an Lydia Peeters ab.